# Luena (Angola)
Pour les articles homonymes, voir Luena.
Luena (appelée Vila Luso jusqu'en 1975) est une ville de l'Angola, capitale de la province de Moxico.
Le chef de l'UNITA, Jonas Savimbi est enterré dans cette ville.

## Religion
Luena est le siège d'un évêché catholique créé le 1er juillet 1963.